# غوزمان رودريغيز
غوزمان رودريغيز (بالإسبانية: Guzmán Rodríguez) هو لاعب كرة قدم أوروغواياني، ولد في 8 فبراير 2000 في مونتيفيديو في الأوروغواي.

## وصلات خارجية
- غوزمان رودريغيز على موقع قاعدة بيانات كرة القدم.إي يو (الإنجليزية)
- غوزمان رودريغيز على موقع Soccerway.com (الإنجليزية)